# Фантом (фильм, 2011)
«Фантом» (англ. The Darkest Hour — «Самый тёмный час») — научно-фантастический боевик в формате 3D режиссёра Криса Горака и продюсера Тимура Бекмамбетова. Мировая премьера (в том числе в России) состоялась 22 декабря 2011 года.

## Сюжет
Сюжет фильма разворачивается в Москве. Два друга, Шон и Бен, приезжают в Москву, планируя презентацию нового онлайн-сервиса, однако их планы меняются в связи с кражей их идеи, и они отправляются в ночной клуб, где знакомятся с двумя американскими туристками Натали и Энн. Там же находится и укравший их идею Скайлер. Их веселье оказывается прервано неожиданным глобальным отключением электричества и всех электроприборов (включая беспроводные и заряженные на батарейках). Главные герои выходят на улицу, где становятся свидетелями прибытия инопланетян и гибели первых жертв. Забежав обратно в ночной клуб, они видят гибель множества других людей и успевают спрятаться в кладовке, где проводят около трёх суток. Когда запасы пищи подходят к концу, они решаются выйти и ищут возможность вернуться домой.
Первоначально они решают отправиться в американское посольство. По дороге они выясняют, что пришельцев выдаёт электричество, а именно — работа электроприборов в непосредственной близости от инопланетян. Чудом избежав гибели, они добираются до американского посольства, которое, судя по характеру разрушений, некоторое время было оплотом борьбы против вторжения. В посольстве друзья по несчастью обнаруживают записи, сообщающие о всемирном характере вторжения. Там же они находят рацию, помещённую в клетку Фарадея и обнаруживают, что она работает, а также то, что какие-то выжившие передают сообщения, которые герои не могут понять, поскольку не говорят по-русски. Скайлер отходит от посольства и гибнет. Но благодаря Скайлеру герои из посольства замечают свет в окне жилого дома, что свидетельствует о выживших, судя по всему, научившихся противостоять пришельцам.
Добравшись до жилого дома, герои обнаруживают там девушку Вику и слегка невменяемого хозяина квартиры — электрика Сергеича. Квартира Сергеича экранирована с помощью клетки Фарадея и полностью безопасна. Вика переводит героям сообщения по рации — на реке стоит подводная лодка, готовая к отплытию. Также сообщается о выживших в других странах. Американцы решают добраться до подводной лодки и покинуть Москву. Отправившись за едой, девушки привлекают внимание пришельцев. Пытаясь спрятаться в квартире Сергеича, девушки не успевают закрыть клетку, и инопланетянин врывается в убежище. Гибнут Сергеич и Энн. Друзьям приходится сжечь квартиру, чтобы задержать пришельца.
Выбежав на улицу, они встречают боевую группу Матвея и Юрия, которые с помощью огнемёта и гранатомёта отгоняют пришельцев. Американцы, а также примкнувшая к ним Вика, сообщают о своём намерении добраться до отходящей утром подводной лодки. Одобрения они не встречают, однако Матвей, Юрий и ещё два человека решают проводить героев. Пробираясь в метро, люди встречают пришельца. Бен гибнет, спасая Вику. Выйдя из метро, люди садятся на катер и плывут вниз по Москве-реке до тех пор, пока катер не переворачивается, находясь, к счастью, недалеко от подводной лодки. Натали пропадает, но вскоре герои видят сигнальную ракету недалеко от того места, где перевернулся катер, и решают спасти Натали. На скорую руку собирается ещё одно оружие против пришельцев, а созданное Сергеичем модернизируется. Шон, Матвей, Юрий и один из бойцов направляются за Натали. Тайком за ними идёт и Вика. Герои спасают Натали, а также убивают нескольких пришельцев. Шон, Натали и Вика уплывают на подводной лодке прямо из Москвы.
В конце фильма на подводную лодку поступают радиосообщения о начале централизованного сопротивления инопланетянам. В Америке, Азии, Франции группы людей уничтожают пришельцев, отбивая захваченные районы.

## В ролях
- Эмиль Хирш — Шон
- Оливия Тирлби — Натали
- Макс Мингелла — Бен
- Рэйчел Тейлор — Энн
- Юэль Киннаман — Скайлер
- Вероника Вернадская — Вика
- Гоша Куценко — Матвей
- Пётр Фёдоров — Антон
- Николай Ефремов — Саша
- Артур Смольянинов — Юрий
- Дато Бахтадзе — Сергеич

## Производство

### Съёмки
Съёмки в Москве начались в июле 2010, но были приостановлены в связи со смогом. В августе 2010 съёмки возобновились.

### Подбор актёров
Горак лично подбирал российских актёров. Бекмамбетов собирался пригласить Константина Хабенского, но тот был занят на съёмках «Белой гвардии».

## Критика
На вебсайте Rotten Tomatoes фильм имеет 12% одобрения со средней оценкой 3.30/10 на основе 59 рецензий. Критический консенсус вебсайта гласит: "Лишенный правдоподобных персонажей или убедительных визуальных эффектов, это может быть самым тёмным часом для карьеры всех участников". На Metacritic фильм имеет 18 баллов из 100, что соответствует статусу "Преобладающее неприятие".